# Juldagen
Juldagen är en av de stora högtidsdagarna inom kristenheten som infaller den 25 december då man firar Jesu födelse. 
Juldagen innefattar kyrkligt sett även julafton (kvällen den 24 december) och julnatten (natten mellan 24 och 25 december). Enligt kyrklig tideräkning börjar söndagen på lördagskvällen då kyrkan firar helgsmål. På samma sätt är det med helgdagarna. Detta synsätt har kyrkan ärvt från den judiska kalendern, där lördagens sabbat också börjar på fredagkvällen. Denna tideräkning baseras på Bibelns skapelseberättelse: "Och det blev afton och det blev morgon, den första dagen." (1 Mos 1:5). Den kyrkliga indelningen är i Sverige idag inte särskilt känd, varför benämningen "julafton" kommit att uppfattas beteckna hela det sekulära dygnet, och julaftonen och juldagen därmed kommit att uppfattas som två olika dagar. Därav har även uppfattningen uppkommit att man i en del länder firar jul på julafton, i andra länder på juldagen. Kyrkligt sett är det dock samma dag och samma fest.
Kyrkan firar en viktig mässa som samlar mycket folk på julnatten (natten mellan 24 och 25 december) - julnattsmässan. I Sverige har den populäraste julgudstjänsten under 1900-talet varit julottan, en nattvardslös gudstjänst på juldagens morgon, egentligen ett laudes.
De flesta länder håller sig när det gäller sekulär tideräkning till den gregorianska kalendern. Även de flesta kyrkor följer den. Vissa östliga ortodoxa kyrkor följer istället den julianska kalendern och deras 25 december infaller då samtidigt som den gregorianska kalenderns 7 januari. Man kan då få intrycket att de firar jul den 7 januari, men de firar alltså också den 25 december, men deras 25 december infaller den 7 januari enligt den gregorianska kalendern. I Sverige, fram till åtminstone 1200-talet, betraktades juldagen som den första dagen på det nya året.

## Svenska kyrkan

### Texter
Söndagens tema enligt 2003 års evangeliebok är Jesu födelse. De bibeltexter som används för att belysa dagens tema är:
| Första årgången                                                 | Andra årgången                                                                            | Tredje årgången                                                                   | Psaltarpsalm     |
| Jesaja 9:2-7 Första Timotheosbrevet 3:16 Lukasevangeliet 2:1-20 | Jesaja 9:2-7 Första Johannesbrevet 1:1-4 Lukasevangeliet 2:1-20 Johannesevangeliet 1:1-14 | Jesaja 9:2-7 Hebreerbrevet 1:1-3 Lukasevangeliet 2:1-20 Matteusevangeliet 1:18-25 | Psaltaren 72:1-7 |

Den mest välkända texten är julevangeliet.